# Eskil Suter
Eskil Suter (Turbenthal, 29 giugno 1967) è un pilota motociclistico svizzero ritiratosi dall'attività agonistica.

## Carriera
Nel 1990, con un'Aprilia, ottiene un podio e chiude tredicesimo nel campionato europeo Classe 250, la stagione successiva, con la stessa motocicletta, è vice-campione europeo a meno di dieci punti da Max Biaggi.
Per quanto riguarda le competizioni del motomondiale, le sue prime presenze risalgono alle edizioni 1991 e 1992 dove ha corso alcuni gran premi nella classe 250 alla guida di una Aprilia ma senza raccogliere punti validi per le classifiche iridate. La sua prima presenza nella classifica finale dell'anno la si trova pertanto dal motomondiale 1993, corsa sempre nella stessa classe e con la stessa motocicletta; al termine della stagione si è classificato al 19º posto. Dopo altri tre anni corsi in 250, nella stagione 1998 si è ripresentato al via di alcune gare nella classe 500 in sella ad una MuZ Weber, raccogliendo 7 punti totali a fine anno. Nel 1997 corre come wild card con una Honda RC45 del team Thiede Power Racing la prova olandese del campionato mondiale Superbike sul circuito di Assen, si ritira in entrambe le gare a cui partecipa.
Conclusa la sua attività come pilota, Suter è rimasto nell'ambiente del motociclismo, fondando con il fratello un'azienda meccanica specializzata che, dopo aver collaborato a vari progetti di moto da competizione con e per altri marchi, attraverso la sua Suter Racing Technology è diventato anche uno dei fornitori di veicoli completi per la Moto2, la nuova classe nata nel 2010.

## Risultati in gara

### Motomondiale
| 1991 | Classe | Moto    |  |  |  |  |  |  |    |    |  |    |    |    |     |  |  | Punti | Pos. |
| ---- | ------ | ------- |  |  |  |  |  |  | -- | -- |  | -- | -- | -- | --- |  |  | ----- | ---- |
| 1991 | 250    | Aprilia |  |  |  |  |  |  | 17 | 23 |  | 21 | 19 | 16 | Rit |  |  | 0     |      |

| 1992 | Classe | Moto    |    |    |    |     |    |    |     |    |    |    |     |     |    |  |  | Punti | Pos. |
| ---- | ------ | ------- | -- | -- | -- | --- | -- | -- | --- | -- | -- | -- | --- | --- | -- |  |  | ----- | ---- |
| 1992 | 250    | Aprilia | 14 | 23 | 19 | Rit | 15 | 13 | Rit | 20 | 23 | 11 | Rit | Rit | 12 |  |  | 0     |      |

| 1993 | Classe | Moto    |     |    |    |    |    |     |    |     |    |    |     |     |     |    |  | Punti | Pos. |
| ---- | ------ | ------- | --- | -- | -- | -- | -- | --- | -- | --- | -- | -- | --- | --- | --- | -- |  | ----- | ---- |
| 1993 | 250    | Aprilia | Rit | 15 | 17 | 18 | 11 | Rit | 14 | Rit | 12 | 10 | Rit | Rit | Rit | 10 |  | 24    | 19º  |

| 1994 | Classe | Moto    |    |     |    |    |    |     |   |     |    |    |   |    |    |     |  | Punti | Pos. |
| ---- | ------ | ------- | -- | --- | -- | -- | -- | --- | - | --- | -- | -- | - | -- | -- | --- |  | ----- | ---- |
| 1994 | 250    | Aprilia | 15 | Rit | 15 | 10 | 10 | Rit | 8 | Rit | 14 | 10 | 8 | 12 | 19 | Rit |  | 42    | 13º  |

| 1995 | Classe | Moto    |    |    |   |     |     |    |     |    |   |     |    |    |    |  |  | Punti | Pos. |
| ---- | ------ | ------- | -- | -- | - | --- | --- | -- | --- | -- | - | --- | -- | -- | -- |  |  | ----- | ---- |
| 1995 | 250    | Aprilia | 13 | 12 | 8 | Rit | Rit | 10 | Rit | 10 | 9 | Rit | 12 | NP | 11 |  |  | 43    | 14º  |

| 1996 | Classe | Moto    |     |    |    |     |    |   |   |    |    |     |   |     |   |    |     | Punti | Pos. |
| ---- | ------ | ------- | --- | -- | -- | --- | -- | - | - | -- | -- | --- | - | --- | - | -- | --- | ----- | ---- |
| 1996 | 250    | Aprilia | Rit | 11 | 19 | Rit | 12 | 7 | 5 | 13 | 10 | Rit | 7 | Rit | 9 | 15 | Rit | 55    | 13º  |

| 1998 | Classe | Moto      |  |  |  |    |     |    |  |     |    |    |     |     |  |  |  | Punti | Pos. |
| ---- | ------ | --------- |  |  |  | -- | --- | -- |  | --- | -- | -- | --- | --- |  |  |  | ----- | ---- |
| 1998 | 500    | Muz Weber |  |  |  | 18 | Rit | 14 |  | Rit | 13 | 14 | Rit | Rit |  |  |  | 7     | 26º  |

| Legenda | 1º posto        | 2º posto            | 3º posto            | A punti      | Senza punti        | Grassetto – Pole position Corsivo – Giro più veloce |
| Legenda | Gara non valida | Non qual./Non part. | Ritirato/Non class. | Squalificato | '-' Dato non disp. | Grassetto – Pole position Corsivo – Giro più veloce |

### Campionato mondiale Superbike
| 1997 | Moto  |  |  |  |  |  |  |  |  |  |  |  |  |  |  |  |  |     |     |  |  |  |  |  |  |  |  | Punti | Pos. |
| ---- | ----- |  |  |  |  |  |  |  |  |  |  |  |  |  |  |  |  | --- | --- |  |  |  |  |  |  |  |  | ----- | ---- |
| 1997 | Honda |  |  |  |  |  |  |  |  |  |  |  |  |  |  |  |  | Rit | Rit |  |  |  |  |  |  |  |  | 0     |      |

| Legenda | 1º posto        | 2º posto            | 3º posto           | A punti      | Senza punti        | Grassetto – Pole position Corsivo – Giro più veloce |
| Legenda | Gara non valida | Non qual./Non part. | Ritirato/Non class | Squalificato | '-' Dato non disp. | Grassetto – Pole position Corsivo – Giro più veloce |